# Seznam katastrálních území v okrese Chomutov
V této tabulce je uveden kompletní výčet katastrálních území Okresu Chomutov, včetně rozlohy a sídel, které na nich leží.
| Název KÚ                       | Sídla                                                          | Obec                    | km2   |
| ------------------------------ | -------------------------------------------------------------- | ----------------------- | ----- |
| A                              | A                                                              | A                       |       |
| Ahníkov                        | Málkov, Zelená                                                 | Málkov                  | 4,49  |
| Bečov                          | Bečov                                                          | Blatno                  | 10,97 |
| Bílence                        | Bílence, Voděrady                                              | Bílence                 | 7,01  |
| Blahuňov                       | Blahuňov                                                       | Místo                   | 2,19  |
| Blatno u Chomutova             | Blatno                                                         | Blatno                  | 5,03  |
| Boleboř                        | Boleboř                                                        | Boleboř                 | 4,3   |
| Březenec                       | Březenec                                                       | Jirkov                  | 3,94  |
| Březno u Chomutova             | Březno, Kopeček, Nechranice, Střezov, Vičice                   | Březno                  | 37,3  |
| Bystřice u Kadaně              | Kadaň                                                          | Kadaň                   | 1,35  |
| Černovice u Chomutova          | Černovice                                                      | Černovice               | 5,59  |
| Černý Potok                    | Černý Potok                                                    | Kryštofovy Hamry        | 25,88 |
| Černýš                         | Černýš, Lužný, Perštejn                                        | Perštejn                | 4,12  |
| Červený Hrádek u Jirkova       | Červený Hrádek                                                 | Jirkov                  | 2,88  |
| České Hamry u Vejprt           | České Hamry, Výsada                                            | Vejprty                 | 3,85  |
| Denětice                       | Denětice                                                       | Březno                  | 2,83  |
| Dobřenec                       | Dobřenec                                                       | Mašťov                  | 4,91  |
| Dolina                         | Mezilesí                                                       | Kryštofovy Hamry        | 5,21  |
| Domašín u Klášterce nad Ohří   | Domašín                                                        | Domašín                 | 3,3   |
| Domina                         | Domina                                                         | Křimov                  | 6,29  |
| Drmaly                         | Drmaly                                                         | Vysoká Pec              | 3,61  |
| Droužkovice                    | Droužkovice                                                    | Droužkovice             | 10,68 |
| Gabrielina Huť                 | Kalek                                                          | Kalek                   | 11,93 |
| Háj u Loučné pod Klínovcem     | Háj                                                            | Loučná pod Klínovcem    | 15,61 |
| Háj u Vintířova                | Háj                                                            | Radonice                | 1,75  |
| Holetice                       | Holetice                                                       | Březno                  | 3,59  |
| Hora Svatého Šebestiána        | Hora Svatého Šebestiána                                        | Hora Svatého Šebestiána | 4,28  |
| Horní Halže                    | Dolní Halže, Horní Halže                                       | Měděnec                 | 3,44  |
| Hrádečná                       | Hrádečná                                                       | Blatno                  | 4,04  |
| Hradiště u Vernéřova           | Hradiště                                                       | Klášterec nad Ohří      | 1,57  |
| Hrušovany u Chomutova          | Hrušovany                                                      | Hrušovany               | 4,44  |
| Chbany                         | Chbany                                                         | Chbany                  | 2,35  |
| Chomutov I                     | Chomutov                                                       | Chomutov                | 20,16 |
| Chomutov II                    | Chomutov                                                       | Chomutov                | 9,11  |
| Jilmová                        | Hora Svatého Šebestiána                                        | Hora Svatého Šebestiána | 6,97  |
| Jindřišská                     | Jindřišská, Vinařice                                           | Jirkov                  | 3,83  |
| Jirkov                         | Jirkov                                                         | Jirkov                  | 6,46  |
| Kadaň                          | Kadaň                                                          | Kadaň                   | 10,71 |
| Kadaňský Rohozec               | Kadaňský Rohozec                                               | Radonice                | 1,37  |
| Kalek                          | Kalek                                                          | Kalek                   | 14,15 |
| Kamenné                        | Kamenné                                                        | Měděnec                 | 1,66  |
| Klášterec nad Ohří             | Klášterec nad Ohří, Šumná, Útočiště                            | Klášterec nad Ohří      | 9,91  |
| Klášterecká Jeseň              | Klášterecká Jeseň                                              | Klášterec nad Ohří      | 2,06  |
| Kojetín u Radonic              | Kojetín                                                        | Radonice                | 3,22  |
| Konice u Mašťova               | Konice                                                         | Mašťov                  | 2,45  |
| Kotlina                        | Kotlina                                                        | Měděnec                 | 4,04  |
| Kotvina                        | Kotvina                                                        | Okounov                 | 4,06  |
| Kovářská                       | Kovářská                                                       | Kovářská                | 20,87 |
| Kralupy u Chomutova            | Zelená                                                         | Málkov                  | 7,03  |
| Krásná Lípa u Křimova          | Krásná Lípa                                                    | Křimov                  | 2,75  |
| Krbice                         | Spořice                                                        | Spořice                 | 9,5   |
| Krupice                        | Krupice                                                        | Okounov                 | 0,64  |
| Kryštofovy Hamry               | Kryštofovy Hamry                                               | Kryštofovy Hamry        | 14,9  |
| Křimov                         | Celná, Křimov                                                  | Křimov                  | 5,91  |
| Kundratice u Chomutova         | Vysoká Pec                                                     | Vysoká Pec              | 4,6   |
| Kunov                          | Klášterec nad Ohří                                             | Klášterec nad Ohří      | 4,34  |
| Květnov u Chomutova            | Květnov                                                        | Blatno                  | 5,67  |
| Kyjice                         | Vrskmaň                                                        | Vrskmaň                 | 2,84  |
| Lažany u Chomutova             | Lažany                                                         | Hrušovany               | 3,19  |
| Lestkov u Klášterce nad Ohří   | Lestkov                                                        | Klášterec nad Ohří      | 3,83  |
| Libědice                       | Čejkovice, Libědice                                            | Libědice                | 11,04 |
| Lideň                          | Lideň                                                          | Málkov                  | 2,23  |
| Loučná pod Klínovcem           | Loučná                                                         | Loučná pod Klínovcem    | 5,28  |
| Louchov                        | Louchov                                                        | Domašín                 | 2,14  |
| Málkov u Chomutova             | Málkov                                                         | Málkov                  | 2,51  |
| Mašťov                         | Mašťov                                                         | Mašťov                  | 15,69 |
| Měděnec                        | Měděnec                                                        | Měděnec                 | 2,69  |
| Menhartice u Křimova           | Menhartice                                                     | Křimov                  | 5,05  |
| Mezihoří u Chomutova           | Mezihoří                                                       | Blatno                  | 3,37  |
| Mikulovice u Vernéřova         | Mikulovice                                                     | Klášterec nad Ohří      | 5,97  |
| Miřetice u Klášterce nad Ohří  | Ciboušov, Miřetice u Klášterce nad Ohří                        | Klášterec nad Ohří      | 5,78  |
| Místo                          | Místo                                                          | Místo                   | 7,47  |
| Mýtinka                        | Mýtinka                                                        | Měděnec                 | 0,97  |
| Načetín                        | Načetín                                                        | Kalek                   | 8,61  |
| Načetín u Kalku                | Jindřichova Ves, Načetín                                       | Kalek                   | 14,01 |
| Nebovazy                       | Nebovazy                                                       | Křimov                  | 1,65  |
| Nezabylice                     | Hořenec, Nezabylice                                            | Nezabylice              | 6,7   |
| Nová Ves u Křimova             | Nová Ves                                                       | Hora Svatého Šebestiána | 9,88  |
| Nová Víska u Domašína          | Nová Víska                                                     | Domašín                 | 3,03  |
| Nové Sedlo nad Bílinou         | Vrskmaň                                                        | Vrskmaň                 | 4,44  |
| Radonice u Hradiště            | Obrovice                                                       | Radonice                | 0,4   |
| Okounov                        | Okounov                                                        | Okounov                 | 2,65  |
| Ondřejov u Perštejna           | Ondřejov                                                       | Perštejn                | 2,03  |
| Orasín                         | Orasín                                                         | Boleboř                 | 4     |
| Oslovice                       | Oslovice                                                       | Okounov                 | 0,89  |
| Otvice                         | Otvice                                                         | Otvice                  | 5,31  |
| Pastviny                       | Brodce                                                         | Kadaň                   | 1,23  |
| Pavlov u Vernéřova             | Hradiště                                                       | Klášterec nad Ohří      | 2,78  |
| Perštejn                       | Perštejn                                                       | Perštejn                | 2,37  |
| Pesvice                        | Pesvice                                                        | Pesvice                 | 3,84  |
| Pětipsy                        | Pětipsy, Vidolice                                              | Pětipsy                 | 5,09  |
| Petlery                        | Petlery                                                        | Domašín                 | 4,61  |
| Podhůří u Vysoké Pece          | Vysoká Pec                                                     | Vysoká Pec              | 6     |
| Podmilesy                      | Domašín                                                        | Domašín                 | 2,72  |
| Pohraniční                     | Hora Svatého Šebestiána                                        | Hora Svatého Šebestiána | 13,27 |
| Pokutice                       | Pokutice                                                       | Kadaň                   | 1,74  |
| Poláky                         | Hořenice, Malé Krhovice, Poláky                                | Chbany                  | 8,83  |
| Potočná u Vernéřova            | Hradiště                                                       | Klášterec nad Ohří      | 2,25  |
| Prunéřov                       | Nová Víska, Prunéřov                                           | Kadaň                   | 14,11 |
| Přečaply                       | Přečaply                                                       | Údlice                  | 4,1   |
| Přeskaky                       | Přeskaky                                                       | Chbany                  | 5,38  |
| Přísečnice                     | Černý Potok, Kryštofovy Hamry                                  | Kryštofovy Hamry        | 12,9  |
| Pyšná                          | Pyšná                                                          | Vysoká Pec              | 3,08  |
| Račetice                       | Račetice                                                       | Račetice                | 3,86  |
| Radenov                        | Radenov                                                        | Blatno                  | 8,35  |
| Radonice u Kadaně              | Miřetice u Vintířova, Radechov, Radonice, Vlkaň                | Radonice                | 13,17 |
| Rájov u Perštejna              | Rájov, Údolíčko                                                | Perštejn                | 4,44  |
| Rašovice u Klášterce nad Ohří  | Rašovice                                                       | Klášterec nad Ohří      | 2,82  |
| Rokle                          | Hradec, Krásný Dvoreček, Nová Víska u Rokle, Rokle, Želina     | Rokle                   | 13,57 |
| Roztyly                        | Roztyly                                                        | Chbany                  | 1,27  |
| Rusová                         | Rusová                                                         | Kryštofovy Hamry        | 9,52  |
| Sedlec u Radonic               | Sedlec u Radonic                                               | Radonice                | 3,93  |
| Soběsuky nad Ohří              | Soběsuky                                                       | Chbany                  | 2,26  |
| Sobětice u Výsluní             | Kýšovice, Sobětice                                             | Výsluní                 | 5,4   |
| Spořice                        | Spořice                                                        | Spořice                 | 7,16  |
| Stranná u Nechranic            | Stranná                                                        | Březno                  | 2,39  |
| Stráž u Křimova                | Stráž                                                          | Křimov                  | 3,91  |
| Strážky u Křimova              | Strážky                                                        | Křimov                  | 1,71  |
| Strupčice                      | Okořín, Strupčice                                              | Strupčice               | 11,89 |
| Suchdol u Křimova              | Suchdol                                                        | Křimov                  | 3,08  |
| Suchý Důl u Klášterce nad Ohří | Suchý Důl                                                      | Klášterec nad Ohří      | 2,54  |
| Sušany                         | Hošnice, Sušany                                                | Strupčice               | 7,77  |
| Svahová                        | Svahová                                                        | Boleboř                 | 11,75 |
| Šerchov                        | Šerchov                                                        | Blatno                  | 3,11  |
| Škrle                          | Škrle                                                          | Bílence                 | 5,7   |
| Třebíška                       | Třebíška                                                       | Výsluní                 | 2,68  |
| Tušimice                       | Tušimice                                                       | Kadaň                   | 20,88 |
| Úbočí u Výsluní                | Úbočí                                                          | Výsluní                 | 1,18  |
| Údlice                         | Údlice                                                         | Údlice                  | 7,77  |
| Úhošť                          | Brodce                                                         | Kadaň                   | 1,89  |
| Úhošťany                       | Kadaňská Jeseň, Úhošťany                                       | Kadaň                   | 12,21 |
| Vadkovice                      | Vadkovice                                                      | Chbany                  | 2,72  |
| Vejprty                        | Vejprty                                                        | Vejprty                 | 5,92  |
| Veliká Ves                     | Nové Třebčice, Podlesice, Široké Třebčice, Veliká Ves, Vitčice | Veliká Ves              | 17,81 |
| Velká Lesná                    | Lestkov                                                        | Klášterec nad Ohří      | 0,67  |
| Vernéřov                       | Vernéřov                                                       | Klášterec nad Ohří      | 9,3   |
| Vikletice                      | Vikletice                                                      | Chbany                  | 5,08  |
| Vilémov u Kadaně               | Vilémov, Zahořany                                              | Vilémov                 | 9,81  |
| Vinaře u Kadaně                | Blov, Vinaře                                                   | Vilémov                 | 9,02  |
| Vintířov u Radonic             | Vintířov, Ždov                                                 | Radonice                | 6,26  |
| Vojnín                         | Vojnín                                                         | Radonice                | 1,54  |
| Volyně u Výsluní               | Volyně                                                         | Výsluní                 | 7,13  |
| Vrskmaň                        | Vrskmaň, Zaječice                                              | Vrskmaň                 | 7,7   |
| Všehrdy                        | Všehrdy                                                        | Všehrdy                 | 3,86  |
| Všestudy                       | Všestudy                                                       | Všestudy                | 5,11  |
| Vykmanov u Měděnce             | Vykmanov                                                       | Perštejn                | 7,62  |
| Výsluní                        | Výsluní                                                        | Výsluní                 | 13,94 |
| Vysočany u Chomutova           | Vysočany                                                       | Hrušovany               | 4,95  |
| Vysoká Jedle                   | Vysoká Jedle                                                   | Místo                   | 3,78  |
| Vysoká Pec                     | Vysoká Pec                                                     | Vysoká Pec              | 2,27  |
| Vysoká u Chomutova             | Vysoká                                                         | Málkov                  | 3,87  |
| Zákoutí                        | Zákoutí                                                        | Blatno                  | 4,8   |
| Zásada u Kadaně                | Meziříčí, Zásada u Kadaně                                      | Kadaň                   | 1,5   |
| Zelená                         | Zelená                                                         | Málkov                  | 1,76  |

Celková výměra 935,68 km²